# Gardie
Gardie é uma comuna francesa na região administrativa de Occitânia, no departamento de Aude. Estende-se por uma área de 4,65 km². Em 2010 a comuna tinha 127 habitantes (densidade: 27,3 hab./km²).

## Demografia
| 1962 | 1968 | 1975 | 1982 | 1990 | 1999 |
| ---- | ---- | ---- | ---- | ---- | ---- |
| 130  | 160  | 132  | 112  | 95   | 101  |